# Phaenocarpa propebakinum
Phaenocarpa propebakinum är en stekelart som beskrevs av Papp 2000. Phaenocarpa propebakinum ingår i släktet Phaenocarpa och familjen bracksteklar. Inga underarter finns listade i Catalogue of Life.